# Jin Yan (acteur)
Pour les articles homonymes, voir Jin Yan (homonymie).

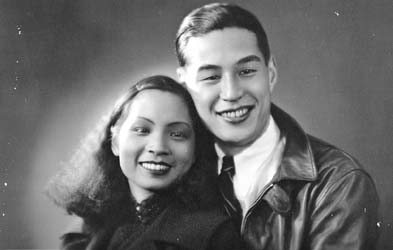
Jin Yan avec Wang Renmei, sa première épouse (années 1930).

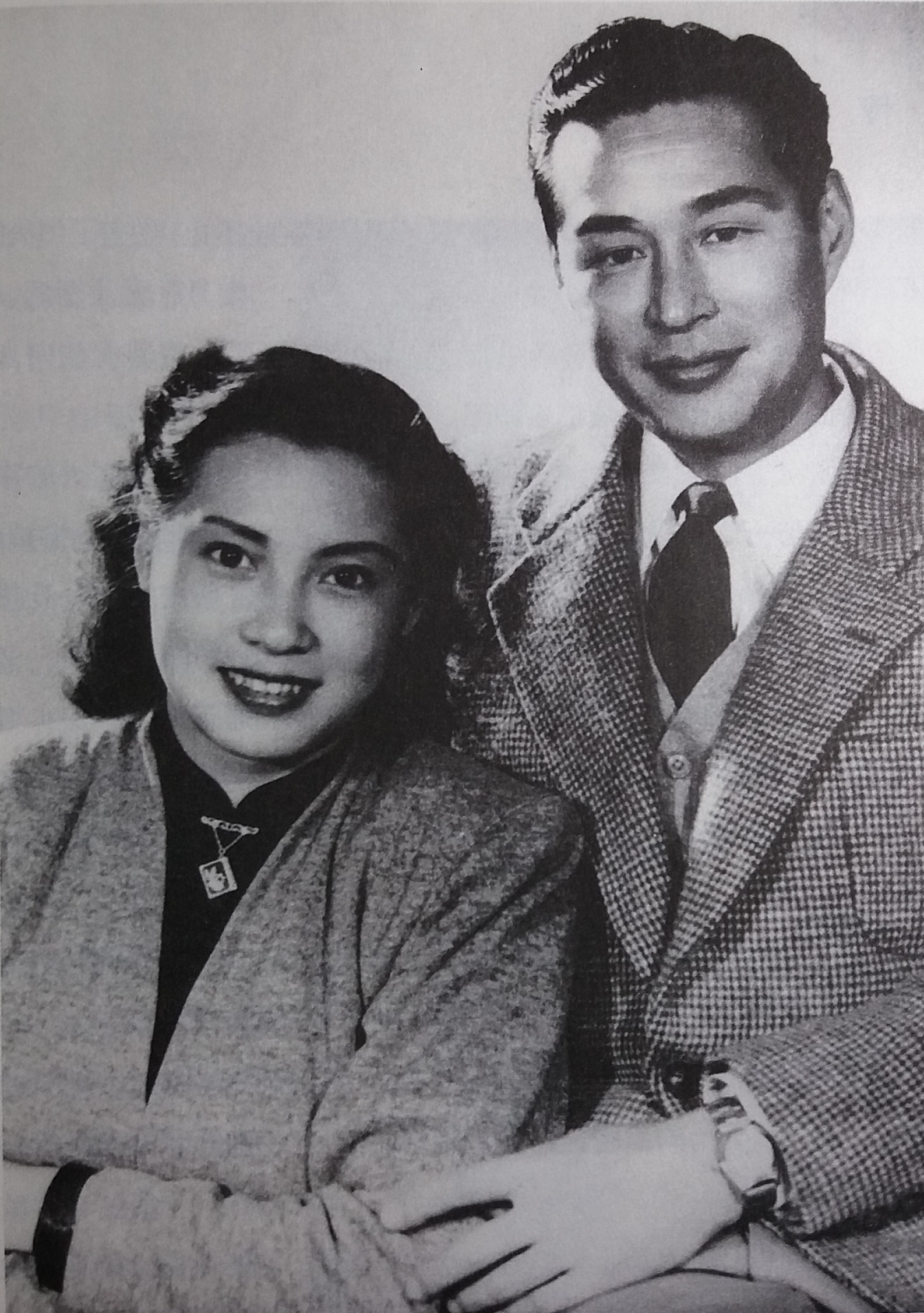
Jin Yan avec Qin Yi, sa seconde épouse (vers 1947).

Jin Yan, né à Séoul (Empire coréen) le 7 avril 1910 et mort à Shanghai (Chine) le 27 décembre 1983 , est un acteur chinois d'origine coréenne qui a eu une forte notoriété en Chine durant l'âge d'or du cinéma à Shangai.

## Éléments biographiques
En 1912, après l'annexion de la Corée par le Japon, sa famille émigre en Chine. En 1927, Jin Yan commence à travailler pour la société cinématographique Mingxing à Shanghai. Ses talents d'acteur et son regard lui valent assez vite une forte notoriété dans les années 1930. Shanghai est alors le centre le plus important de réalisation de film en Chine continentale. Il est surnommé « L'Empereur des films » et le « Rudolph Valentino de Shanghai ».
Le 1er janvier 1934, il annonce son mariage avec une actrice chinoise, Wang Renmei. Après l'invasion de la Chine par le Japon et l'occupation de Shanghai en 1937, Jin Yan et Wang Renmei fuient vers Hong Kong, puis à Kunming lorsque Hong Kong chute. Ils y mènent une vie difficile, manquant de ressources et vivant de travaux divers. Au cours des dernières années de la guerre, Wang Renmei et Jin Yan vivent souvent séparés, et le couple divorce en 1945, restant cependant en relation amicale. En 1947, il se remarie avec une autre actrice, Qin Yi. Ils ont un fils nommé Jin Jie (金捷), qui souffre de schizophrénie et ne peut vivre de façon indépendante.
Il interprète quelques rôles dans une industrie cinématographique qui se reconstitue à Shanghai, sous le contrôle du pouvoir communiste. Lui et son épouse voient leur carrière s'interrompre brutalement avec la révolution culturelle.

## Filmographie
| Année | Film                                  | Titre chinois  | Personnages                           |
| ----- | ------------------------------------- | -------------- | ------------------------------------- |
| 1928  | Mulan Joins the Army                  | 花木蘭從軍     | Un soldat                             |
| 1929  | Four Heroes of the Wang Family II     | 王氏四俠-續集  | Wang Zhang Yun (王長雲)               |
| 1929  | Romantic Swordsman                    | 風流劍客       | Long Fei (龍飛)                       |
| 1930  | Wild Flowers                          | 野草閒花       | Huang Yun (黃雲)                      |
| 1931  | Love and Duty                         | 戀愛與義務     | Li Zu Yi (李祖義)                     |
| 1931  | A Spray of Plum Blossoms              | 一剪梅         | Hu Lun Ting (胡倫廷) [Valentine]      |
| 1931  | Peach Blossom Weeps Tears of Blood    | 桃花泣血記     | Jin De En (金德恩)                    |
| 1931  | Two Galaxy Stars                      | 銀漢雙星       | Yang Yi Yun (楊倚雲)                  |
| 1932  | Wild Rose                             | 野玫瑰         | Jiang Bo (江波)                       |
| 1932  | Confront the National Crisis Together | 共赴國難       | Volunteer Soldier                     |
| 1932  | Humanity                              | 人道           | Zhao Min Jie                          |
| 1932  | A Music Teacher                       |                | Zhong Zhi Gang                        |
| 1933  | Trois Femmes modernes                 | 三個摩登女性   | Zhang Yu                              |
| 1933  | Night in the City                     | 城市之夜       |                                       |
| 1933  | Light of Mother                       | 母性之光       | Jia Hu (家瑚)                         |
| 1934  | Golden Age                            | 黄金时代       | Zeng Zhang Chun                       |
| 1934  | La Route                              | 大路           | Jin Ge (金哥)                         |
| 1935  | The New Peach Blossom Fan             | 新桃花扇       | Fang Yu Min                           |
| 1936  | Soaring Aspiration                    | 壯志凌雲       | Shun Er (Young Adult) (順兒青年)      |
| 1936  | Waves Washing the Sand                | 浪淘沙         | Ah Long                               |
| 1936  | Return to Nature                      | 到自然去       | Ma Long                               |
| 1938  | Unexpected Tears of Blood             | 情天血淚       |                                       |
| 1938  | Wu Song and Pan Jin Lian              | 武鬆與潘金蓮   | Wu Song                               |
| 1939  | Lin Chong, the Outlaw                 | 林沖雪夜殲仇記 |                                       |
| 1940  | The Vast Sky                          |                | Jin Wan Li                            |
| 1947  | Ideal Son-in-Law                      | 乘龍快婿       | Situ Yan (司徒炎)                     |
| 1947  | Spring Melody                         | 迎春曲         | Dong Fan Xi                           |
| 1949  | Lost Love                             | 失去的愛情     |                                       |
| 1950  | The World Bright Again                | 大地重光       | Lao Shen (老沈)                       |
| 1954  | The Great Beginning                   | 偉大的起點     | Department Head Nie (聶部長)          |
| 1956  | Mother                                | 母親           | Lao Deng (老鄧)                       |
| 1957  | Brave Eagle in the Rainstorm          | 暴風雨中的雄鷹 | Lao Ba Er (老巴爾)                    |
| 1958  | Red Flag at the Sea                   | 海上紅旗       | Secretary Tang (唐書記)               |
| 1958  | Love the Factory as a Home            | 愛廠如家       | Industrial Department Head (工業部長) |